# Klaragasværket
Klaragasværket var et gasværk i Stockholm ved Klara sø som eksisterede mellem 1853 og 1919. Klaragasværket var byens første gasværk. Værket, som blev overtaget af byen i 1884, det blev dog snart for lille, og et nyt, betydeligt større værk blev opført ved Värtan i 1890.
59°19′51″N 18°03′17″Ø / 59.33083°N 18.05472°Ø